# Сенько Василь Васильович
Сенько́ Васи́ль Васи́льович (нар. 15 жовтня 1921 — пом. 5 червня 1984) — радянський військовий штурман АДД, в роки німецько-радянської війни штурман ланки 10-го гвардійського авіаційного полку 3-й гвардійської авіаційної дивізії 3-го гвардійського авіаційного корпусу 18-ї повітряної армії. Єдиний в історії радянської авіації штурман — двічі Герой Радянського Союзу (1943, 1945), полковник авіації (1957).

## Біографія
Народився 15 жовтня 1921 року в селі Семенівка (тепер місто в Чернігівській області) в селянській родині. Українець. Член ВКП(б) з 1943 року.
У 1940 році закінчив Новозибківський учительський інститут. Працював учителем Мілейковської середньої школи Рогнединського району Брянської області.
До лав РСЧА призваний у 1940 році. У 1941 році закінчив Олсуф'євську військову авіаційну школу.
Учасник німецько-радянської війни з листопада 1941 року на посаді стрільця-бомбардира бомбардувального авіаційного полку під Ленінградом.
З вересня 1942 року — молодший лейтенант, штурман екіпажу 752-го авіаційного полку далекої дії 24-ї авіаційної дивізії далекої дії на Сталінградському фронті.
До лютого 1943 року В. В. Сенько здійснив 154 бойових вильоти (з них 144 — вночі) на бомбардування важливих військових об'єктів у глибокому тилу ворога.
З 1943 року й до кінчя війни — штурман авіаланки 10-го гвардійського авіаційного полку далекої дії 3-ї гвардійської авіаційної дивізії далекої дії 3-го гвардійського авіаційного корпусу далекої дії 18-ї повітряної армії. У складі полку на бомбардувальнику Іл-4 брав участь у боях на теритопії Польщі, Східної Пруссії, Німеччини.
Всього за роки війни гвардії капітан В. В. Сенько здійсник 402 вдалих бойових вильотів на бомбардування військово-промислових об'єктів у глибокому тилу ворога та його вузлів оборони.

Після закінчення війни продовжив військову службу у ВПС на штурманських посадах. У 1952 році закінчив Військово-повітряну академію.
З 1960 по 1977 роки полковник В. В. Сенько проходив службу викладачем Тамбовського ВВАУЛ імені М. Раскової.
У 1977 році вийшов у запас. Мешкав у Тамбові. Помер 5 червня 1984 року. Похований на Воздвиженському цвинтарі.

## Нагороди
Указом Президії Верховної Ради СРСР від 25 березня 1943 року за героїзм і мужність, виявлені в боях з німецько-фашистськими загарбниками, молодшому лейтенантові Василю Васильовичу Сеньку присвоєне звання Героя Радянського Союзу з врученням ордена Леніна і медалі «Золота Зірка» (№ 840).
Указом Президії Верховної Ради СРСР від 29 червня 1945 року гвардії капітан Сенько Василь Васильович нагороджений другою медаллю «Золота Зірка» (№ 59/II).
Нагороджений орденами Леніна, Червоного Прапора, Вітчизняної війни 1-го ступеня, Червоної Зірки «За службу Батьківщині в Збройних Силах СРСР» 3-го ступеня й медалями.

## Пам'ять
Бронзове погруддя В. В. Сенька встановлене у рідному місті Семенівка. У Чернігові встановлено пам'ятник-погруддя Герою.
Ім'ям В. В. Сенька названо вулицю в Тамбові та реактивний літак Ту-160 ВПС Росії. На фасаді будинку, в якому мешкав відважний льотчик, встановлено меморіальну дошку.